# Farysia corniculata
Farysia corniculata är en svampart som beskrevs av Vánky 1992. Farysia corniculata ingår i släktet Farysia och familjen Anthracoideaceae.   Inga underarter finns listade i Catalogue of Life.